# Cordia leslieae
Cordia leslieae, kritično ugrožena biljna vrsta iz porodice boražinovki. Drvo, naraste do 7. metara visine; Panamski je endem